# Vinska rutica
Vinska rutica (znanstveno ime Ruta graveolens) je splošno znana kot ruta. Je do 60 centimetrov visok prezimno trden zimzelen grm. Njene korenine so rumenorjave barve, razvejane ter vlaknaste. Steblo je okroglo in bledorumene barve, v drugem letu starosti začne leseneti, njegov sok pa lahko povzroči koprivnico. Listi vinske rutice so majhni, zaokroženi, krpasti ter imajo oljne žleze, posušeni pa vsebujejo učinkovito snov za uničevanje klic in insektov. Cvetovi so nagubani, zelenkastorumene barve, odprejo pa se pozno poleti. Doma je na balkanskem polotoku.
Zdaj raste po celem svetu kot okrasna rastlina v vrtovih.
Sinonimi zanjo so: bajrutca, bajrutica, petoprstnica, ruta, rutica, verand, veranda, vinska ruta, vinska rutca, virant, vrtana rutca...

## Rastišče
Vinska rutica potrebuje dobro odcedno alkalno prst, ki je slabo do srednje rodovitna. Najbolje uspeva na odprti in sončni legi, prenaša pa tudi senco.

## Uporaba
Za rutico pravijo, da spodbuja nastanek menstruacije in menstrualnih krčev. V Braziliji se uporablja kot ključna sestavina za domači zeliščni sirup proti kašlju, kot pijača s karameliziranim sladkorjem in medom. Kulinarično uporabo ima če se jo uporablja zmerno, vendar je zelo grenka in lahko pri nekaterih posameznikih povzroči hudo nelagodje v želodcu. Čeprav se je v nekdanjih časih veliko uporabljala, danes ni zel, ki bi ji pripisali sodoben okus, zato se je njena uporaba tekom 20. stoletja precej zmanjšala, tako da danes ni toliko znana javnosti in večini kuharjem ni na voljo v trgovinah z živili.  V veliki meri je bila uporabljena na starem Bližnjem vzhodu in rimski kuhinji. Listi in jagode rutice so pomemben del v Etiopiji. Kot aroma se uporablja v Grčiji in drugih Sredozemskih državah. V Istri ter v severni Italiji se uporablja kot priokus alkoholnim pijačam / rakiji v steklenicah .
Semena se lahko uporablja za kašo. Grenke liste lahko dodamo k jajcem, siru, ribam ali jih mešamo s temnimi olivami. Uporablja se tudi kot aromatik za posebne vrste omlete. V ljudski mediciji so jo uporabljali za zbristitev in ohranjanje vida, zbujanje teka, kot pomirjevalo, uspavalo, za krepitev uma, odganjanje vetrov, zdravljenje vnetega grla, astmo in bronhitis, blaženje premočnega bitja srca, vrtoglavico, varovanje pred kapjo, proti bradavica in zaščito pred čarovnijami. Danes naj bi se še uporabljala za blaženje glavobola, izboljšanje kapilarnih žil, preprečevanje zbiranja vode v telesu in kot eterično olje.

## Zgodovina
Vinska rutica je skozi zgodovino veljala predvsem kot rastlina, ki varuje pred boleznimi. V srednjem veku so z vejicami potresali tla, v upanju, da bi jih obvarovala pred kugo. Enak način uporabe so iznašli roparji, ki so slačili mrliče - da se ne bi nalezli smrtonosne bolezni, so uporabljali »kis štirih tatov«, v katerem je bila namočena ta rastlina. Leonardo da Vinci in Michelangelo pa sta zatrjevala, da jima metafizična moč, ki se skriva v vinski rutici, ostri vid ter drami ustvarjalni navdih.

## Drugo
Ruta se goji kot okrasno rastlino, kot nizko živo mejo. Listi se lahko uporabijo kot šopek. Ker večinoma mačkam ni všeč njihov vonj, se lahko uporablja kot svarilo za njih. Nekaterim gosenicam pa služi kot hrana.